# Žalhostice (nádraží)

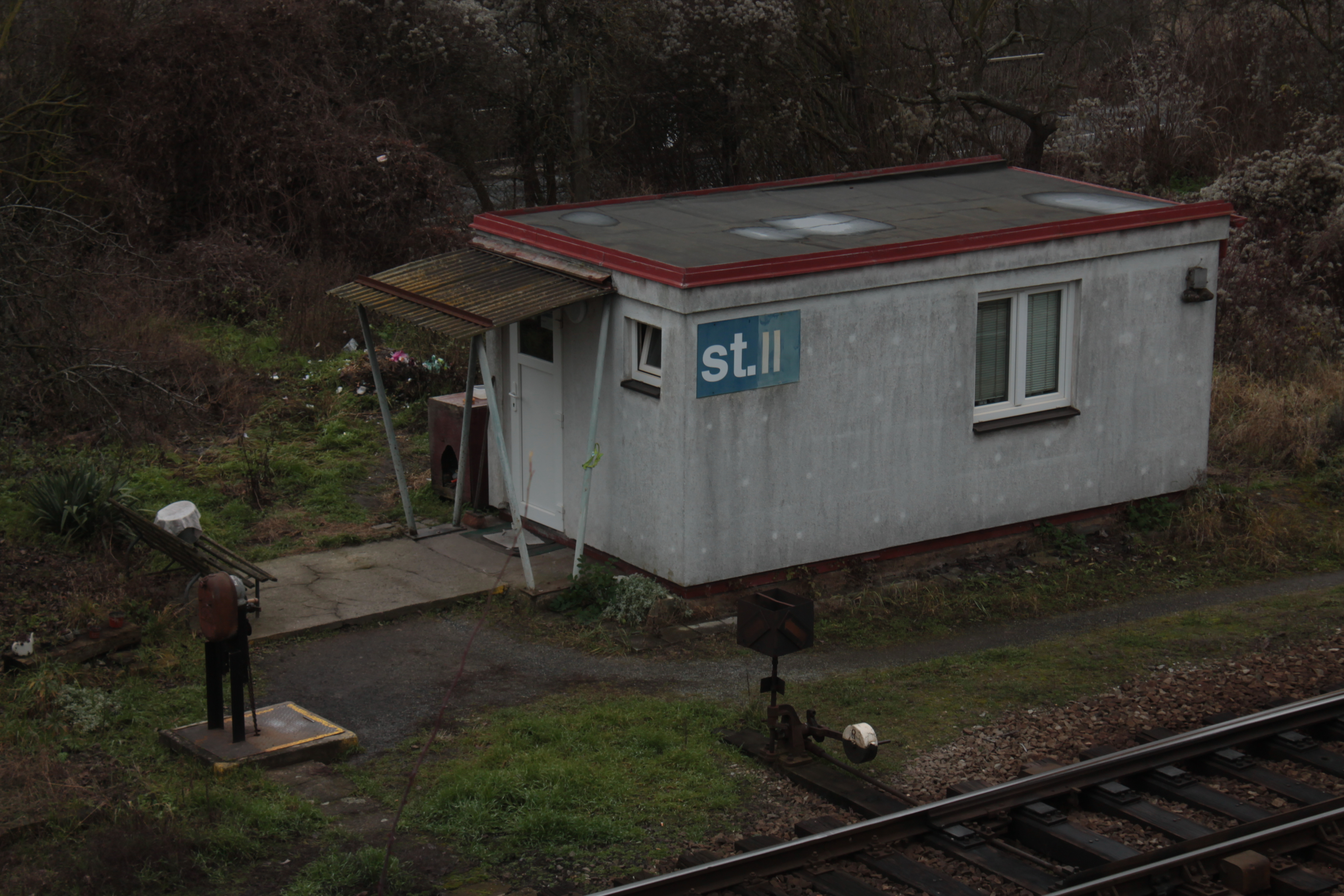
Stanoviště výhybkáře v žst. Žalhostice

Žalhostice jsou tříkolejná železniční stanice na trati Lovosice – Česká Lípa. Ze stanice v lovosickém zhlaví odbočuje traťová spojka Velké Žernoseky – Žalhostice, díky které je možné přejíždět z trati Lovosice – Česká Lípa na trať Lysá nad Labem – Ústí nad Labem a obráceně.

## Historie
Železniční stanice byla otevřena provozu k 18. říjnu 1898, kdy byl zprovozněn úsek Ústecko-Teplické dráhy z Lovosic do Litoměřic. Stavba nového nádraží v Žalhosticích (od roku 1874 zde již fungovaly dnešní Velké Žernoseky na Rakouské severozápadní dráze) byla způsobena neochotou právě společnosti Rakouská severozápadní dráha vést trať konkurenční společnosti v již zbudovaném kolejišti mezi Litoměřicemi (dnes dolním nádražím) a Velkými Žernosekami. Hlavním důvodem bylo plánované vedení trati skrz litoměřický tunel.
Kolejová spojka mezi dvěma žalhostickými nádražími byla uvedena do provozu 29. prosince 1898, společně s dokončením trati mezi Úštěkem a Českou Lípou.
Stanice původně obsahovala 4 dopravní a 1 manipulační kolej, avšak s postupem času došlo u 5. staniční koleje (dopravní) k omezení provozu převedením na kusou (byla zrušena výhybka na litoměřickém zhlaví), později byla odpojena od provozu odstraněním výhybky na lovosickém zhlaví.
V roce 2015 došlo mezi Lovosicemi a Žalhosticemi k rekonstrukci trati a s tím i mostu, který přechází řeku Labe. V traťovém úseku byla před rekonstrukcí nejvyšší rychlost 30 kilometrů za hodinu z důvodu havarijního stavu mostu. Rekonstrukce trvala od srpna do konce října 2015, poté byla rychlost zvýšena na 80 (místy 85 a 90) km/h.

## Současnost
Železniční stanice je osazena zabezpečovacím zařízením 1. kategorie, k provozu stanice jsou potřeba tři zaměstnanci (výpravčí a dva výhybkáři).
Ve stanici zastavují osobní vlaky ve směru Litoměřice a Lovosice, v obou směrech v půlhodinovém taktu. Některé vlaky v Litoměřicích pokračují do Úštěka (základní takt hodina) a České Lípy (základní takt 2 hodiny), v opačném směru (do Lovosic) vlaky pokračují do Libochovic a Loun (základní takt 1 hodina), případně do Mostu (základní takt 1 hodina). Po spojce do Velkých Žernosek není vedena pravidelná osobní doprava.
Od 15. prosince 2019 stanicí prochází linka U10 vedoucí přes Švestkovou dráhu do Mostu. Na této lince sem zajíždí RegioSprintery společnosti AŽD Praha.

### Budoucnost stanice - rekonstrukce trati
V prosinci 2018 oznámila SŽDC plán rekonstruovat trať mezi Litoměřicemi horním nádražím a Lovosicemi na trať provozovanou z dispečerského pracoviště v Lovosicích. S tím souvisí nutnost rekonstrukce samotné stanice Žalhostice tak, aby splňovala současné normy pro bezbariérovost (nástupiště v úrovni 550 mm nad temenem kolejnice, zabezpečený přístup k nástupišti) a úpravy samotného kolejiště a zabezpečovacího zařízení na možnost obsluhy dálkově. V lednu 2019 byla provedena soutěž na přípravu projektové dokumentace k této stavbě. Soutěž vyhrála společnost STRABAG Rail.
V rámci rekonstrukce by mělo vzniknout jedno nástupiště, měly by být zanechány dvě dopravní a jedna manipulační kolej, předpokládaná realizace stavby je mezi roky 2020 a 2022.